# Całka wielokrotna
Całka wielokrotna stopnia {\displaystyle n} – całka po {\displaystyle n} zmiennych z funkcji {\displaystyle n} zmiennych:
{\displaystyle \iiint \limits _{\Omega }\ldots \int f(x_{1},x_{2},x_{3},\dots x_{n})\;dx_{1}\;dx_{2}\;dx_{3}\ldots \;dx_{n}.}
Szczególne przypadki całki wielokrotnej, to:
- całka podwójna

{\displaystyle \iint \limits _{D}f(x,y)\;dx\;dy;}
- całka potrójna

{\displaystyle \iiint \limits _{V}f(x,y,z)\;dx\;dy\;dz.}

## Całka potrójna
Całka ta ma interpretację masy zawartej w bryle o gęstości {\displaystyle \rho =f(x,y,z).}

### Zamiana na całkę iterowaną
Jeżeli {\displaystyle V} jest odpowiednim obszarem normalnym {\displaystyle V=\{a\leqslant x\leqslant b;\ g(x)\leqslant y\leqslant h(x);\ p(x,y)\leqslant z\leqslant q(x,y)\},} to
{\displaystyle \iiint \limits _{V}f(x,y,z)\;dx\;dy\;dz=\int \limits _{a}^{b}{\bigg (}\int \limits _{g(x)}^{h(x)}{\bigg (}\int \limits _{p(x,y)}^{q(x,y)}f(x,y,z)\;dz{\bigg )}\;dy{\bigg )}\;dx\;{\overset {\underset {\mathrm {ozn} }{}}{=}}\int \limits _{a}^{b}dx\int \limits _{g(x)}^{h(x)}dy\int \limits _{p(x,y)}^{q(x,y)}f(x,y,z)\;dz.}
Jeżeli {\displaystyle V=\{(x,y)\in D;\ p(x,y)\leqslant z\leqslant q(x,y)\},} to
{\displaystyle \iiint \limits _{V}f(x,y,z)\;dx\;dy\;dz=\iint \limits _{D}{\bigg (}\int \limits _{p(x,y)}^{q(x,y)}f(x,y,z)\;dz{\bigg )}\;dx\;dy.}
Analogicznie zamieniamy na całkę iterowaną inne całki po obszarze normalnym. Taka zamiana jest szczególnie prosta w przypadku całkowania po prostopadłościanie. Jeżeli obszar {\displaystyle V} nie jest obszarem normalnym, dzielimy go na obszary normalne.

### Zamiana zmiennych
Niech obszar regularny domknięty {\displaystyle D} jest obrazem obszaru regularnego domkniętego {\displaystyle \Omega } w przekształceniu
{\displaystyle \Phi =\{x=x(u,v,w),\ y=y(u,v,w),\ z=z(u,v,w)\},}
które jest klasy C1 w pewnym obszarze zawierającym obszar {\displaystyle \Omega } oraz
którego jakobian {\displaystyle J={\frac {D(x,y,z)}{D(u,v,w)}}={\begin{vmatrix}x'_{u}&x'_{v}&x'_{w}\\y'_{u}&y'_{v}&y'_{w}\\z'_{u}&z'_{v}&z'_{w}\end{vmatrix}}} jest różny od zera wewnątrz {\displaystyle \Omega .}
Ponadto niech {\displaystyle f} jest dowolną funkcją ciągłą w {\displaystyle D.} Wtedy
{\displaystyle \iiint \limits _{D}f(x,y,z)\;dx\;dy\;dz=\iiint \limits _{\Omega }f(x(u,v,w),\ y(u,v,w),\ z(u,v,w))|J|\;du\;dv\;dw.}
Uwaga. {\displaystyle |J|} oznacza wartość bezwzględną jakobianu, zaś {\displaystyle x'_{u}={\frac {\partial x}{\partial u}}} oznacza pochodną cząstkową i analogiczne znaczenia mają wszystkie inne litery ze wskaźnikami dolnymi.